# Горовцов Дмитро Євгенович
Дмитро Євгенович Горовцов (6 листопада 1966 р., м. Київ) Щорс, Чернігівська область, Українська РСР) - депутат Державної Думи ФС РФ VI скликання.

## Біографія
Народився 6 листопада 1966 року в місті Щорсі Чернігівської області в Україні.
1992 року закінчив Московський державний університет. Кандидат історичних наук .
У Держдумі був членом фракції "Справедлива Росія", заступником голови комітету з безпеки та протидії корупції. Член комісії ДД з розгляду видатків федерального бюджету, спрямованих на забезпечення національної оборони, національної безпеки та правоохоронної діяльності.